# Гелай
Вулканът Гелай (Джелай, Желай) (Gelai) се намира във високопланинските кратерни земи, заемащи територии по протежение на попадащата в Танзания част от Източноафриканската рифтова долина. Това е зона, в която се срещат Африканската и Сомалийската литосферни плочи. Тяхното бавно раздалечаване е довело до формирането на голям разлом и поредица от планински и вулканични образувания. Тези структури са създадени при масивно подземно повишаване на налягането по време на формирането на разлома.

## Параметри
Гелай е широко разлят щитовиден вулкан с овална форма при основата, разположен на югоизточния бряг на езерото Натрон и в непосредствена близост до вулкана Кетумбайне. И за двата се счита, че са угаснали, не са изригвали в продължение на 10 000 години и не се очаква това да се случи. Гелай се издига на 2942 m надморска височина и на 1720 m над околния терен. Размерите на основата на вулканичния конус са 20 х 36 km. На върха му няма кратерен отвор и се счита, че за последен път е изригнал през плиоцена.
Вулканът попада в контролираната ловна територия, която се простира на изток до селището Лонгидо. Този статут на района е довел до силно намаляване на броя на дивите животни в околността. В подножието му могат да се срещнат големи стада от зебри и антилопи гну, а местата, при които има течаща вода изобилстват с птици. Околните територии са населени от племето масаи.

## Геология
Вулканът е изграден основно от алкални базалти и трахити. По-ниските му склонове също са съставени главно от алкални материали – зърнест зелен оливин, базалт и базанит. Надолу по североизточните и югозападните склонове се срещат голямо количество дребни парчета от шлака и туфи както и малки конуси, изградени от тези материали. По-нагоре по склоновете и на гористия му връх се наблюдават оголени трахитни скали. Конусовидните образувания в югозападната му част са изградени по-късно от централното тяло и включват в състава си още туфи от перидотитни ксенолити. Такива са хълмовете Пело и Еледой. Предполага се, че видимата липса на малки пукнатини и конуси в горната част на вулкана се дължи на слабото оголване на скалните пластове или на по-късното разливане на лава в зоната на върха.